# Cầu Świętokrzyski
Cầu Świętokrzyski (tiếng Ba Lan: most Świętokrzyski, tiếng Anh: Holy Cross Bridge) là cây cầu bắc qua sông Vistula ở Warsaw, Ba Lan nối liền khu phố Powiśle với quận Praga Północ.
Đó là một cây cầu dây văng, dài 479 m, với hai làn đường dành cho xe cộ, mặt đường và một con đường vòng mỗi chiều. Tháp đơn, 90   m cao, nằm bên bờ sông (phía đông), có 48   dây cáp kèm theo hỗ trợ boong. Gần bờ trái (phía tây) cây cầu được hỗ trợ bởi hai cầu tàu. Cây cầu được mở ngày 6 tháng 10 năm 2000 sau hai năm xây dựng.
Tên của cây cầu xuất phát từ đường Świętokrzyska, tạo thành một phần của tuyến đường truy cập từ trung tâm thành phố.

## Hình ảnh

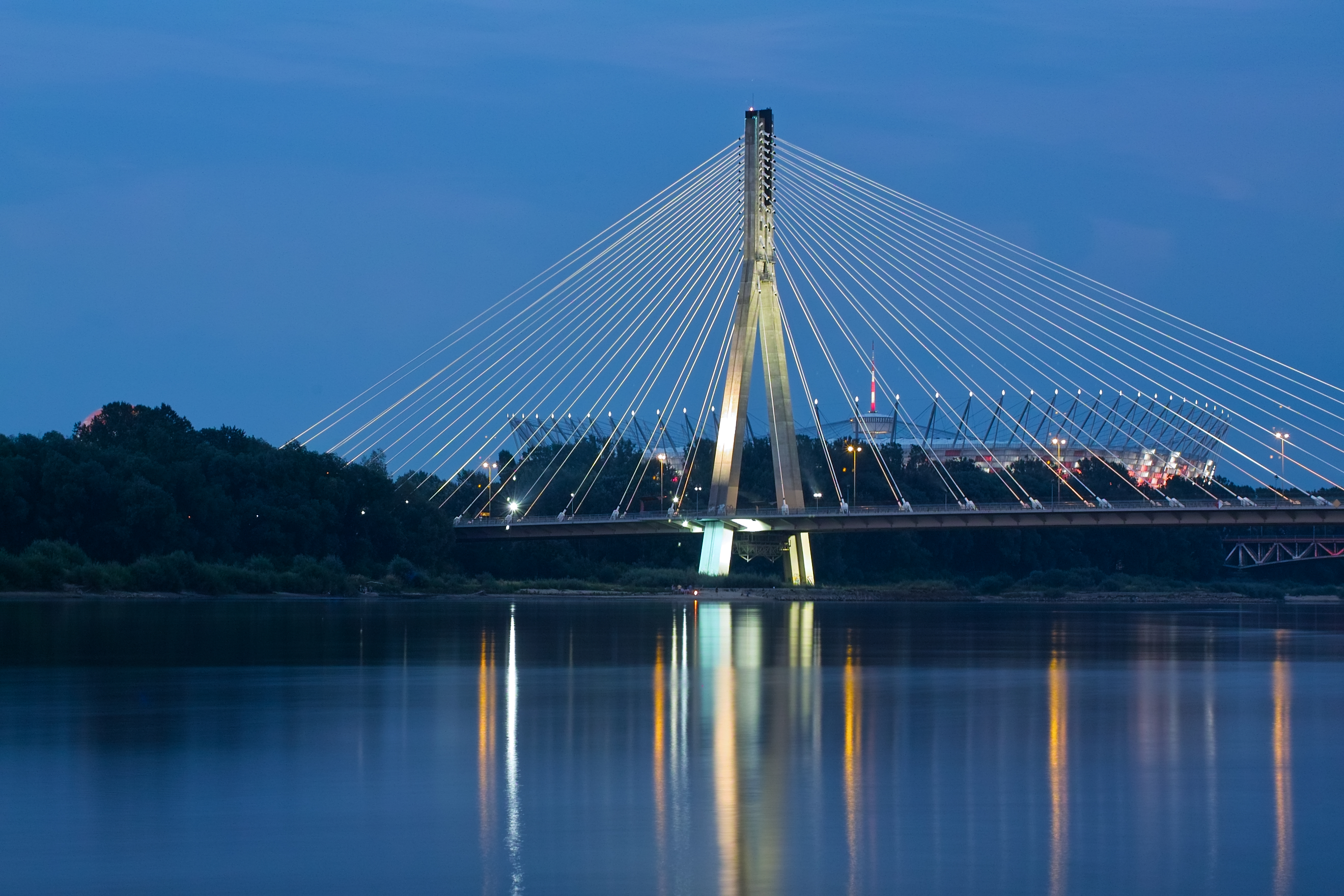
Cầu Świętokrzyski
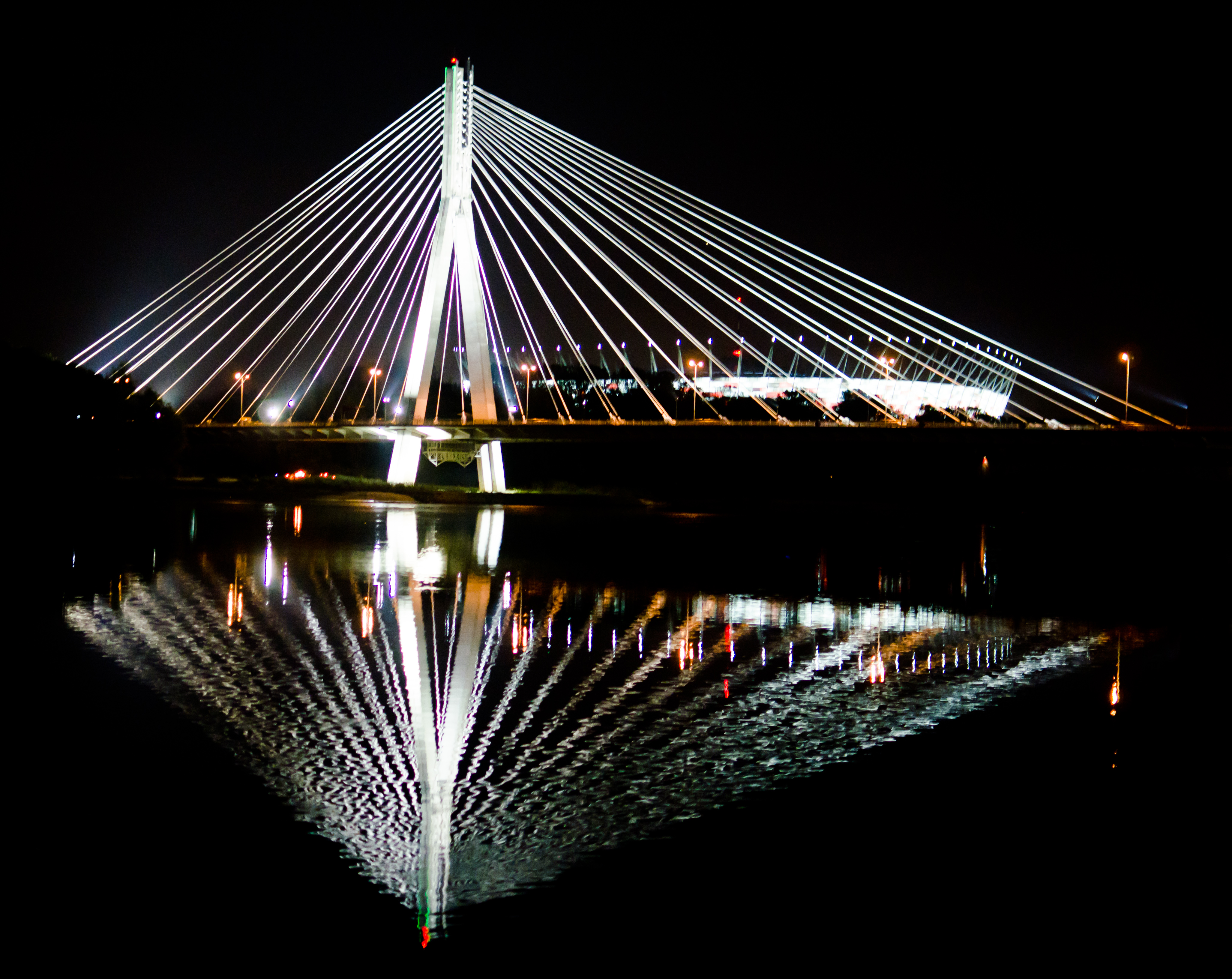
Cầu vào ban đêm
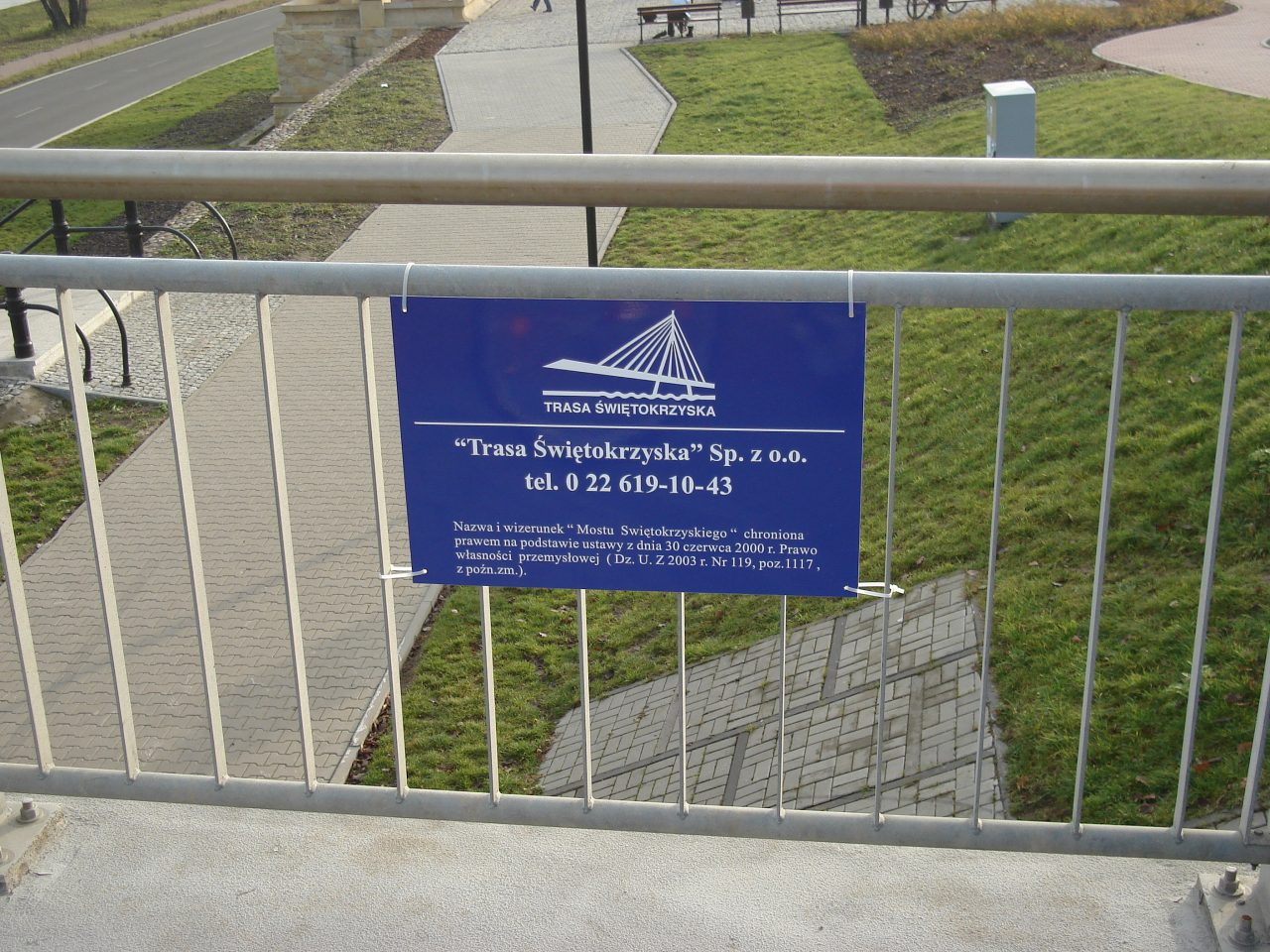
Bảng tin
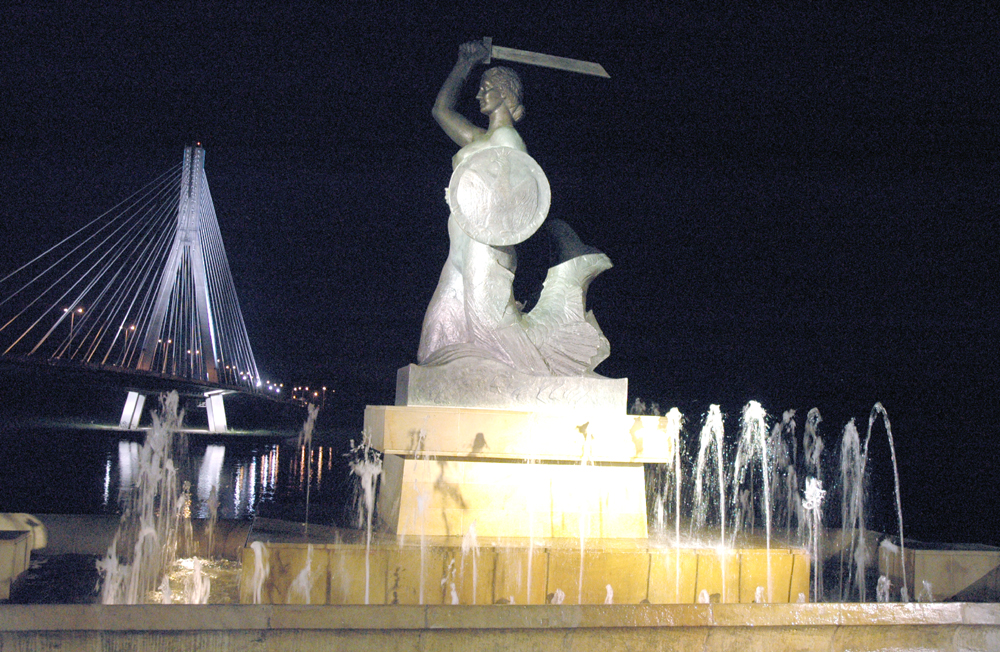
Nàng tiên cá Warsaw trước cầu